# زمین‌لرزه ۱ اکتبر ۱۹۸۷ آمریکا
زمین‌لرزه آمریکا  در تاریخ ۱ اکتبر ۱۹۸۷ میلادی، برابر با ‎۹ مهر ۱۳۶۶، ساعت ۱۴:۴۲:۲۰ به زمان یوتی‌سی در آمریکا رخ داد. ژرفای این زلزله ۱۴٫۴ کیلومتر بود، و بزرگی آن ۵٫۹ در مقیاس Mw اعلام شده‌است. زمین‌لرزه به وقت محلی در روز پنج‌شنبه، ساعت ۶ روی داده و منطقه زمانی آن یوتی‌سی -۸ بوده‌است (با لحاظ تغییر ساعت تابستانی).
سازمان زمین‌شناسی آمریکا نیز رومرکز این زمین‌لرزه را در مختصات ۳۴°۰۴′شمالی ۱۱۸°۰۵′غربی / ۳۴٫۰۶°شمالی ۱۱۸٫۰۸°غربی و ژرفای آنرا در ۱۰ کیلومتر گزارش کرده‌است. بزرگی برگزیدهٔ این سازمان از میان بزرگیهای محاسبه‌شدهٔ مختلف ۵٫۹ در مقیاس Mw بوده و از دید اثر، در میان چهار دسته‌بندی «نامحسوس»، «محسوس»، «زیان‌آور» یا «با تلفات»، زلزله را «با تلفات» اعلام کرده‌است.بیش از ۱۰۴۰۰ ساختمان در زمین‌لرزه آسیب دیده‌است.
پروژهٔ «تنسور گشتاور مرکزوار» زاویه‌های (راستا، شیب، ریک) گسل سازندهٔ زمین‌لرزه و صفحه عمود بر آنرا (°۲۷۰، °۳۱، °۹۸) یا (°۸۱، °۵۹، °۸۵) و نوع گسل را «معکوس» فرارسانده‌است.
شمار کشتگان زلزله حدود ۸ نفر بوده‌است.تعداد زخمیان ۲۰۰ نفر برآورده شده‌است.بی‌خانمان شدگان نیز ۲۲۰۰ نفر اعلام شده‌است.